# Bill Moggridge

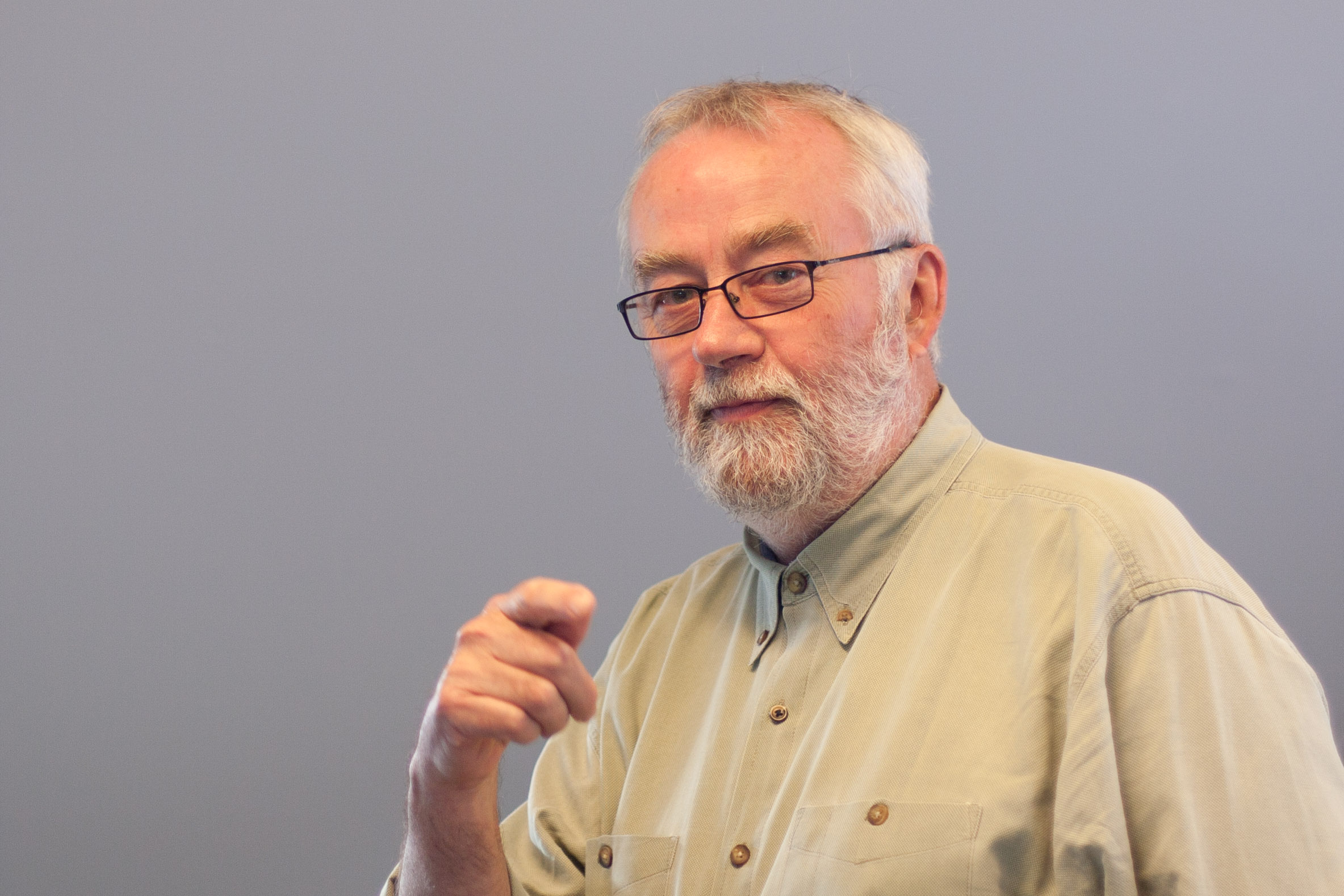
Bill Moggridge (2010)

William Grant (Bill) Moggridge (Londen, 25 juni 1943 – San Francisco, 8 september 2012) was een Brits industrieel ontwerper, auteur, medeoprichter van het ontwerpbureau IDEO en directeur van Cooper-Hewitt, National Design Museum in New York.

## Biografie
Moggridge werd geboren in Londen als zoon van Helen en Henry Weston Moggridge. Zijn moeder was kunstenares en zijn vader een burgerlijk ambtenaar. Hij studeerde van 1962 tot en met 1965 industrieel ontwerpen aan het Central Saint Martins College of Art and Design in Londen. Direct na zijn afstuderen ging hij naar de Verenigde Staten. Hij trad er in dienst van het bedrijf American Sterilizer Co.  in Erie als ontwerper van ziekenhuisapparatuur. In 1969 keerde hij terug naar Londen voor een vervolgstudie typografie en communicatie.
Nog datzelfde jaar, 1969, begon hij zijn eigen ontwerpatelier, Moggridge Associates, dat hij op zolder van zijn huis bestierde. Zijn eerste industriële ontwerp die in productie ging was een broodrooster voor Hoover UK. In 1972 werkte hij aan zijn eerste computerproject, een Mini Computer voor Computer Technology Ltd., welke niet in productie werd genomen. In 1973 kwam een ander Hoover UK-ontwerp, een elektrische ruimteverwarmer terecht op de cover van een Brits designtijdschrift.

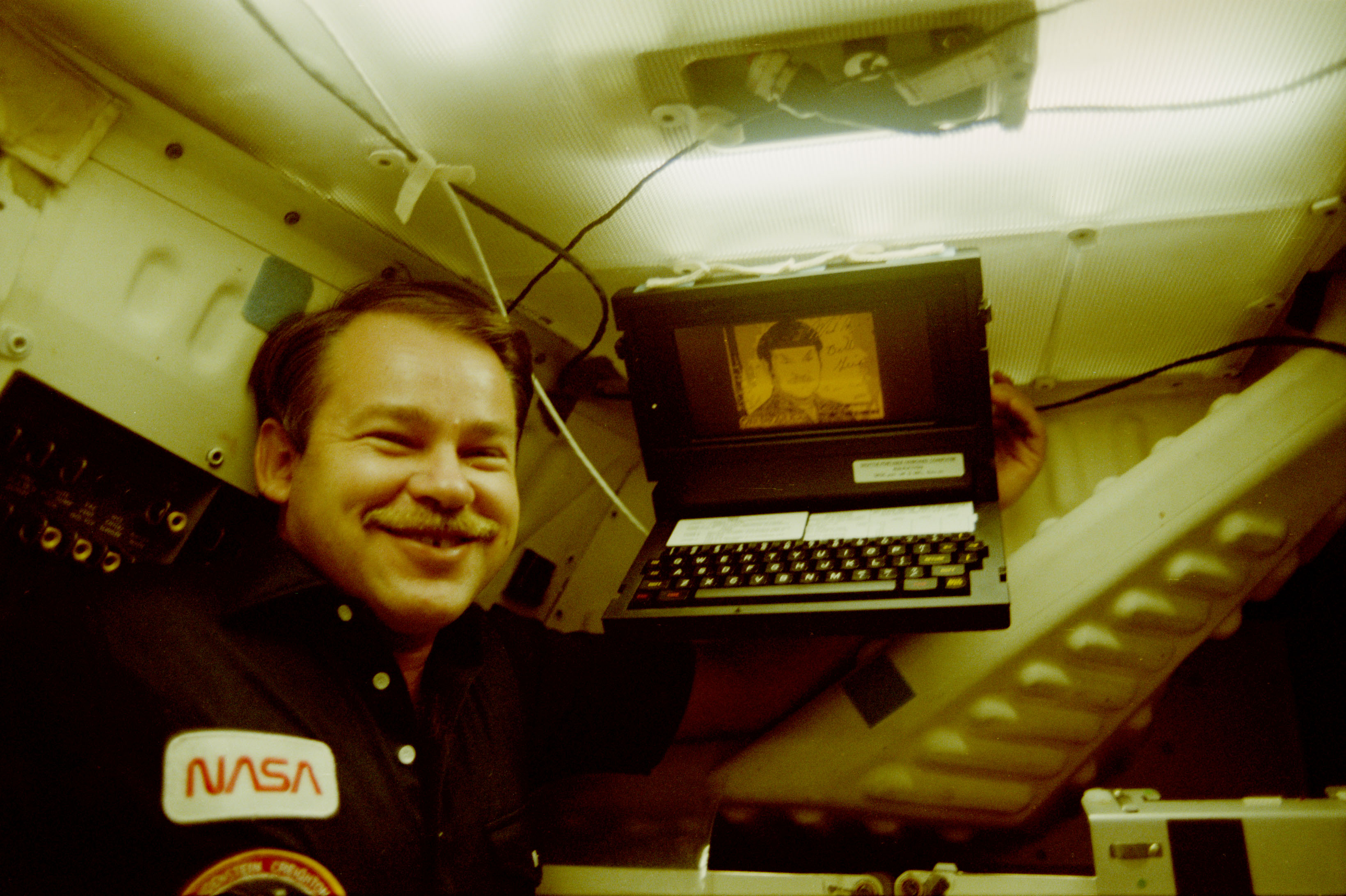
GRiD Compass zwevend in de ruimte

In 1979 ging Moggridge weer naar de Verenigde Staten waar hij het ontwerpbureau ID Two opende. Een van zijn eerste klanten was GRiD Systems, waarvoor hij een opklapbare laptop ontwierp die in een aktetas paste. De GRiD Compass was ’s werelds eerste draagbare computer met een scherm dat kon neerklappen tot op het toetsenbord. Vanwege de hoge prijs, zo’n 8000 dollar, was de computer voor de gewone consument niet weggelegd. Naast defensie was de Amerikaanse ruimtevaartorganisatie NASA een belangrijke afnemer die de laptop van 1983 tot 1997 meenam op iedere Space Shuttle-missie.
In de jaren 1980 doceerde Moggridge aan de Stanford-universiteit, industrieel ontwerpen waar hij collega-docent David Kelley ontmoette die een eigen ontwerpbureau had, David Kelley Design. Samen met Kelley en de Britse ontwerper Mike Nuttall richtte hij het ontwerpbureau IDEO op. Als designconsultant specialiseerde hij zich in interaction design. In maart 2010 verliet hij IDEO om directeur te worden van Cooper-Hewitt, National Design Museum in New York. Het is het enige Amerikaanse museum dat exclusief gewijd is aan historische en hedendaagse design. Hij was hierbij de eerste directeur zonder museumachtergrond.

## Erkenning
Moggridge ontving in 2009 uit handen van Michelle Obama de Life Archievement Award van de National Design Awards. Het jaar erop werd hij onderscheiden met de Prince Philip Designers Prize.